# ميتشيكو ماتسودا
ميتشيكو ماتسودا (松田 理子) (مواليد 26 أكتوبر 1966)، هي لاعبة كرة قدم كانت تلعب كلاعب وسط. ولعبت مع منتخب اليابان لكرة القدم للسيدات.

## وصلات خارجية
- ميتشيكو ماتسودا على موقع الاتحاد الدولي (مؤرشف)  (الإنجليزية)
- ميتشيكو ماتسودا على موقع Soccerway.com (الإنجليزية)
- ميتشيكو ماتسودا على موقع عالم كرة القدم.نت (الإنجليزية)